# (40441) Jungmann
(40441) Jungmann ist ein Asteroid des mittleren Hauptgürtels, der am 11. September 1999 vom tschechischen Astronomen Petr Pravec und dem slowakischen Astronomen Peter Kušnirák an der Sternwarte Ondřejov (IAU-Code 557) in Ondřejov u Prahy entdeckt wurde. Unbestätigte Sichtungen des Asteroiden hatte es vorher schon am 21. und 22. April 1998 unter der vorläufigen Bezeichnung 1998 HM66 an der Lincoln Laboratory Experimental Test Site (ETS) in Socorro, New Mexico im Rahmen des Projektes Lincoln Near Earth Asteroid Research (LINEAR) gegeben.
Die Sonnenumlaufbahn des Asteroiden ist mit einer Exzentrizität von 0,2577 stark elliptisch.
Nach der SMASS-Klassifikation (Small Main-Belt Asteroid Spectroscopic Survey) wurde bei einer spektroskopischen Untersuchung von Gianluca Masi, Sergio Foglia und Richard P. Binzel bei (40441) Jungmann von einer hellen Oberfläche ausgegangen, es könnte sich also, grob gesehen, um einen S-Asteroiden handeln.
(40441) Jungmann wurde am 6. August 2003 nach dem böhmischen Sprachwissenschaftler Josef Jungmann benannt. Jungmann war eine führende Persönlichkeit der tschechischen Nationalen Wiedergeburt während des 19. Jahrhunderts. Er schrieb ein fünfbändiges tschechisch-deutsches Wörterbuch, in dem er die Grundlage für den modernen tschechischen Wortschatz legte.